# Kitani Kosuke
Kosuke Kitani (sinh ngày 9 tháng 10 năm 1978) là một cầu thủ bóng đá người Nhật Bản.

## Sự nghiệp câu lạc bộ
Kosuke Kitani đã từng chơi cho Omiya Ardija, Vegalta Sendai, Sagan Tosu và FC Gifu.